# آغاج‌قلعه (داغستان)
آغاج‌قلعه (به لاتین: Agachkala) یک منطقهٔ مسکونی در روسیه است که در داغستان واقع شده‌است.